# Monte della Scoperta
Il monte della Scoperta è un rilievo dell'alto Appennino bolognese e pratese, il cui versante settentrionale gravita sul territorio comunale di Camugnano, nella città metropolitana di Bologna, mentre quello meridionale su quello di Vernio, in provincia di Prato.

## Descrizione
Il monte della Scoperta è una delle montagne più alte della zona, con i suoi 1273 metri di altitudine, sorpassata soltanto dal vicino monte Calvi; essa costituisce un anello della catena montuosa spartiacque tra le valli dei fiumi Arno e Reno, catena di cui fa parte, poco più spostato verso est, anche il monte Casciaio. Nelle immediate vicinanze si trova pure il poggio delle Vecchiette (1186 m), situato verso nord-est.
Le pendici della montagna sono fitte di boschi che ricoprono anche la valle del limitrofo torrente Brasimone e dei suoi affluenti che hanno origine dal monte stesso, tra cui il rio del Poggio di Mezzo, rio delle Fontanelle, alimentato dalla fonte idropotabile denominata sorgente della Faggeta (1158 m, sulle pendici del monte) e il rio Torto, tributario del bacino del Brasimone. A qualche centinaio di metri dalla Scoperta si trova il monte delle Lamacce, dove ha origine il torrente Carigiola buon tributario del fiume Bisenzio che nella sua discesa dà vita alla valle angusta, selvaggia e praticamente incontaminata del Carigiola, dove si trovano delle bellissime cascate.